# Péter Szijjártó
Péter Szijjártó (maghiară: [ˈpeːtɛr ˈsijjaːrtoː]; n. 30 octombrie 1978, Komárom, Komárom-Esztergom, Ungaria) este un politician maghiar care este ministru al afacerilor externe și al comerțului din 2014. Anterior a fost ministru adjunct al afacerilor externe și comerțului și secretar de stat al Ministerului Afacerilor Externe și Comerțului. În iunie 2012 a fost numit secretar de stat pentru afaceri externe și relații economice externe al Primului Ministru.
Szijjártó s-a alăturat partidului Fidesz în 1998. A fost ales membru al conducerii municipale în același an în orașul Győr, iar apoi a obținut un nou mandat între 2006 și 2010. În 2005 a fost ales președinte al Fidelitas, organizația de tineret a Fidesz și a ocupat această funcție până în 2009. A devenit pentru prima dată membru în Adunarea Națională în 2002. A primit mandate și în 2006, 2010, 2014 și 2018; în prezent, se află la al patrulea mandat de deputat.
În decembrie 2021, Szijjártó a primit Ordinul Prieteniei de la ministrul rus de externe Serghei Lavrov la Moscova.

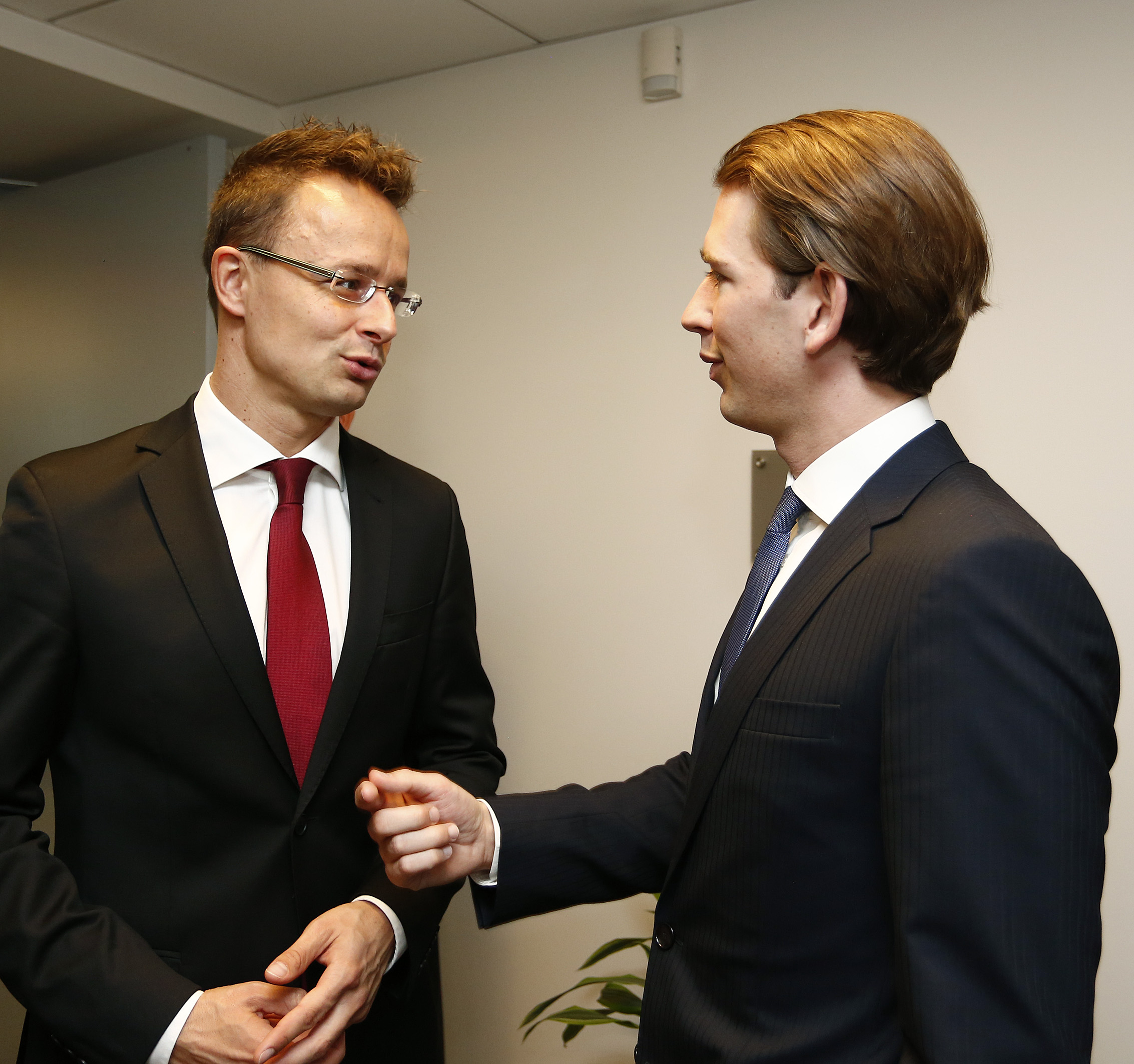
Szijjártó cu ministrul austriac de externe Sebastian Kurz în 2015

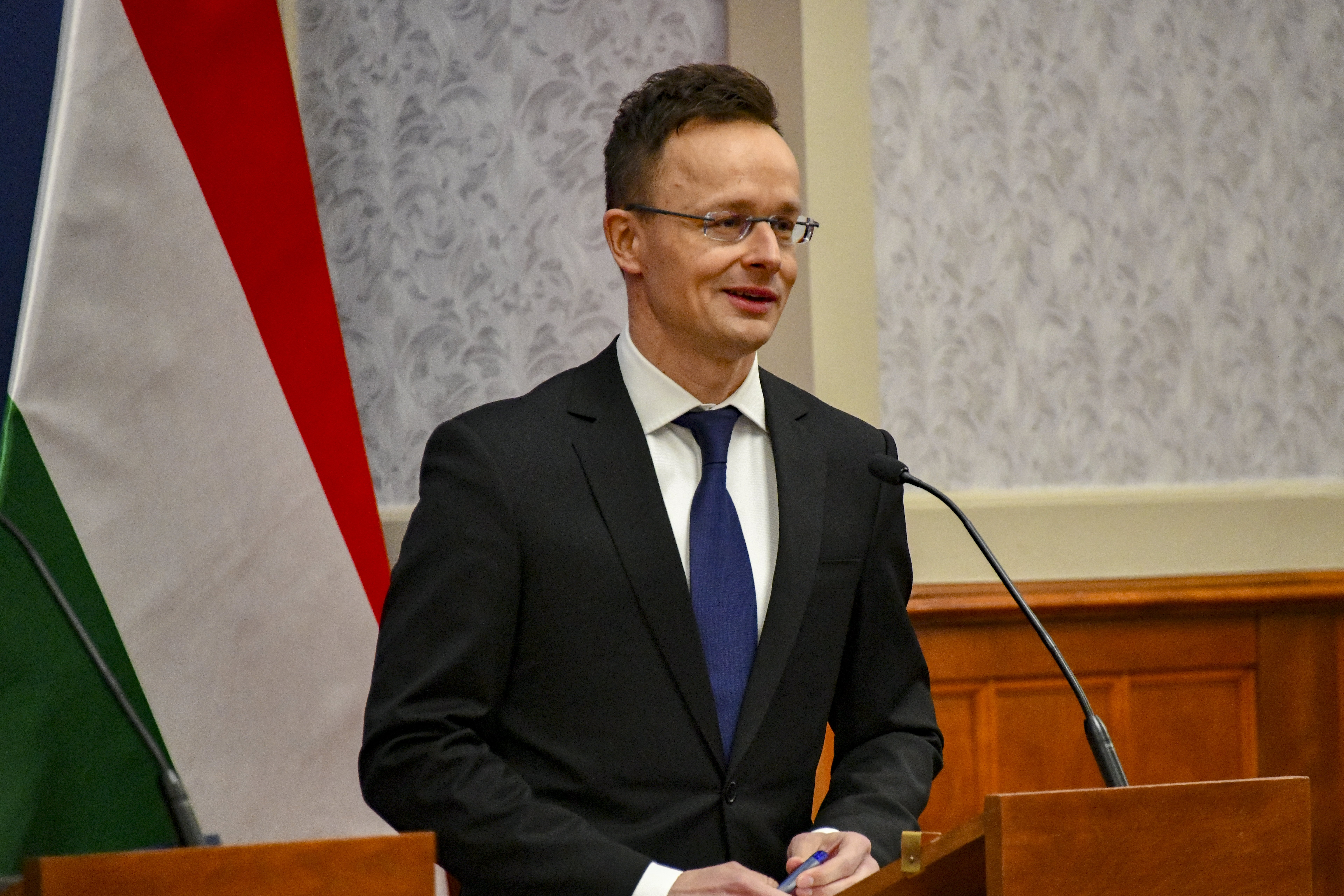
Szijjarto vorbește la o conferință de presă la Budapesta pe 11 februarie 2019.